# Mszanka (dopływ Dniestru)
Mszanka (ukr. Мшанка Mszanka, ukr. Мшанець Mszaneć) – rzeka górska w południowo-wschodniej Polsce, w Bieszczadach, w woj. podkarpackim i zachodniej Ukrainie.
Górska rzeka, lewy dopływ Dniestru, należący do dorzecza Dniestru i zlewiska Morza Czarnego. Długość rzeki wynosi około 21 km, w tym na obszarze Polski ok. 7,6 km. W części źródliskowej składa się z kilku potoków, z których największy wypływa z małego źródła położonego w Bieszczadach na wschodnim zboczu niewielkiego masywu Ostrego w południowo-wschodniej jego części, na wysokości 685 m n.p.m., w zalesionym terenie na zachód od miejscowości Lipie.
Potoki w górnym biegu spływają ze zbocza Ostrego wąskimi głębokimi, zalesionymi jarami w kierunku północno-wschodnim. Po kilkuset metrach potoki łączą się w jeden górski strumień i po kilkudziesięciu metrach opuszcza zalesiony teren. Następnie płynie górską łąką w kierunku miejscowości Lipie.
Za miejscowością Lipie potok skręca na wschód i w otoczeniu łąk płynie w kierunku miejscowości Michniowiec, gdzie na obrzeżach zabudowań skręca lekko na północny wschód. Po minięciu Michnowca potok wpływa w głęboko wciętą dolinę pomiędzy masywem Żuków a masywem Magura Łomniańska, kierując się do granicy polsko-ukraińskiej.
Potok po przepłynięciu ok. 7,6 km na terytorium Polski między słupami granicznymi nr 372 i 373 wpływa na terytorium Ukrainy. Po minięciu granicy potok nabiera charakteru rzeki i płynie szeroką doliną wśród łąk w kierunku północno-wschodnim do ukraińskiej miejscowości Mszaniec. Opuszczając ostatnie zabudowania miejscowości rzeka ostro skręca na południowy wschód i wśród łąk płynie do miejscowości Hołowiećko w kierunku ujścia, gdzie na zachodnich obrzeżach miejscowości na poziomie ok. 450 m n.p.m. wpada do Dniestru.
Otoczenie potoku w większości stanowią łąki, rzadziej tereny zalesione i zamieszkane. Koryto potoku kamieniste, z małymi progami kamiennymi. Rzeka posiada znaczne zasoby wodne i charakteryzuje się dużą zmiennością. W czasie intensywnych opadów atmosferycznych, przy znacznych spadkach, występują dobre warunki szybkiego odpływu. Z uwagi na mało przepuszczalne podłoże i kamieniste koryto, spływ odbywa się w znacznym stopniu powierzchniowo, wskutek czego w okresach suszy występują bardzo małe przepływy, a w okresach deszczowych gwałtowne i wielkie wezbrania.
Zasadniczy kierunek biegu potoku jest wschodni. Jest to potok górski zbierający wody z północno-wschodnich zboczy Ostrego. W większości swojego biegu potok jest nieuregulowany o wartkim prądzie wody. W okresach wzmożonych opadów i wiosennych roztopów stwarza zagrożenie powodziowe. Kilkakrotnie występował z brzegów zalewając przyległe tereny.

## Dopływy
w Polsce
- kilka prawostronnych i lewostronnych strumieni bez nazwy spływających z północno-wschodnich zboczy Ostrego i Berdo oraz z Masywu Żuków.

na Ukrainie
- Woryniacz
- kilka prawostronnych i lewostronnych strumieni bez nazwy spływających z północno-wschodnich zboczy masywu Magura Łomniańska

## Miejscowości, przez które przepływa
w Polsce
- Lipie
- Michniowiec

na Ukrainie
- Mszaniec
- Babina
- Hołowiećko